# Hamartoma
A hamartoma egy abnormális növekedmény, azaz tumor.
A hamartosis egy tumorszerű lézió, de annyiban nem igazi neoplazia, hogy nem teljesen önálló. Mindig jóindulatú és általában többféle eredetű sejtekből származik. 
A hamartoma tehát egy olyan differenciált sejtcsoportot jelent, mely megfelel annak a szervnek, melyben megjelenik. 
A vese hamartomáját „angiomyolipomának” is nevezik, és gyakori lelet sclerosis tuberosa-ban.

## Külső hivatkozások
- Virtual Hospital
- eMedicine – "Tüdő Hamartoma"
- eMedicine – "Angiomyolipoma"